# Force pondéromotrice
Dans la physique, une force pondéromotrice est une force non linéaire qu'une particule chargée subit dans un champ électromagnétique oscillant inhomogène. 
La force pondéromotrice Fp s'exprime par:
{\displaystyle \mathbf {F} _{p}=-{\frac {e^{2}}{4\,m\,\omega ^{2}}}\nabla \left(\mathbf {E} ^{2}\right)}
où e est la charge électrique de la particule, m est la masse, ω est la fréquence de l'oscillation du champ, et E est l'amplitude du champ électrique.

## Référence
- (en) Cet article est partiellement ou en totalité issu de l’article de Wikipédia en anglais intitulé « Ponderomotive force » (voir la liste des auteurs).